# Soma Orlay Petrič
Soma Orlay Petrič, také Soma Orlay Petrics či Soma Orlai Petrich, maďarsky Orlai Petrich Soma (22. října 1822 Mezőberény – 5. června 1880 Budapešť), byl maďarský malíř.

## Život
Navštěvoval školy v Szarvasu a Šoproni, nakonec studoval práva v Pápě. Mezi jeho spolužáky patřili Mór Jókai a Sándor Petőfi. S tím druhým byl také vzdáleně příbuzný. Od roku 1846 studoval malbu ve Vídni, Mnichově, Římě, Paříži a Pešti, kde studoval malbu u Jakaba Marastoniho. Profesionálně začal malovat portréty v Debrecínu. V roce 1854 se oženil. Maloval zejména historické obrazy

## Obrazy (výběr)

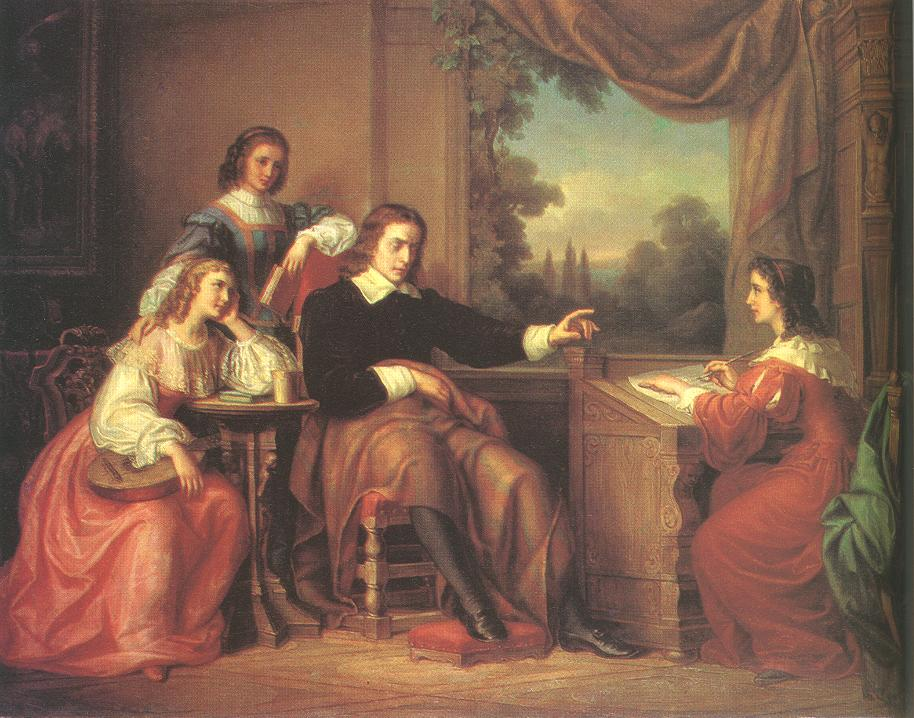
John Milton diktuje svým dcerám
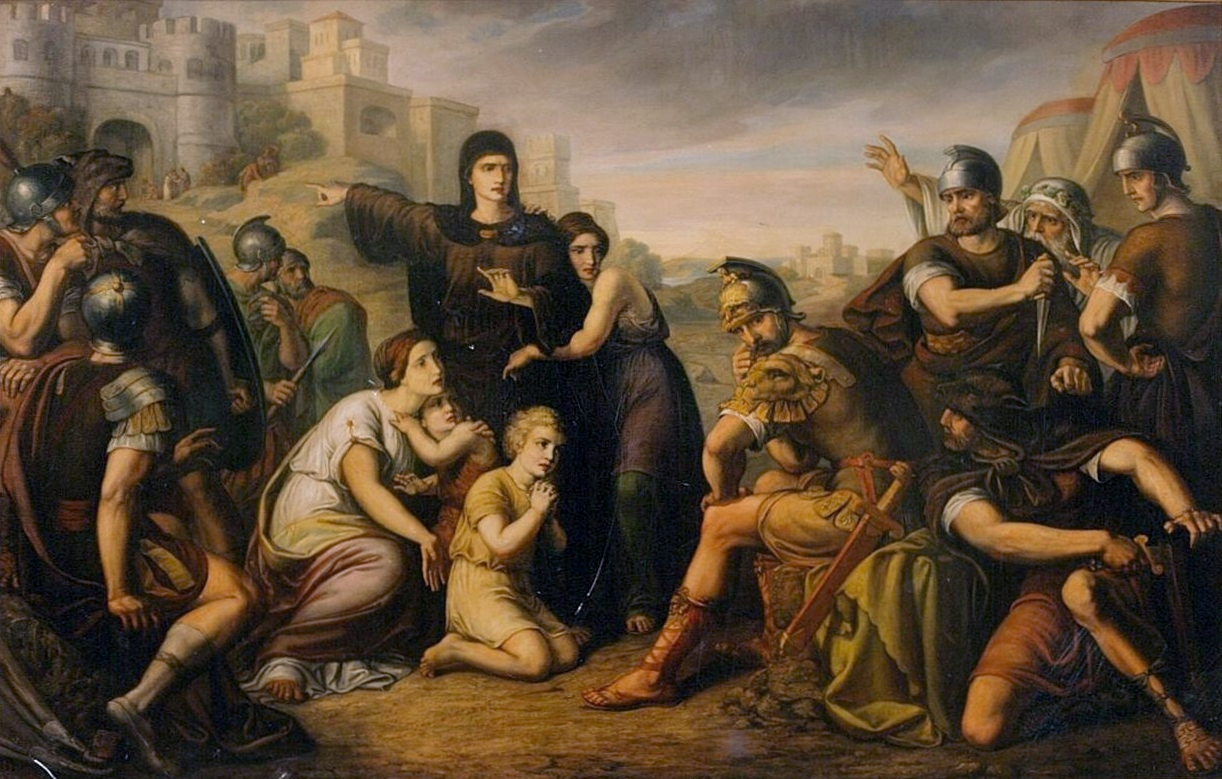
Coriolanus
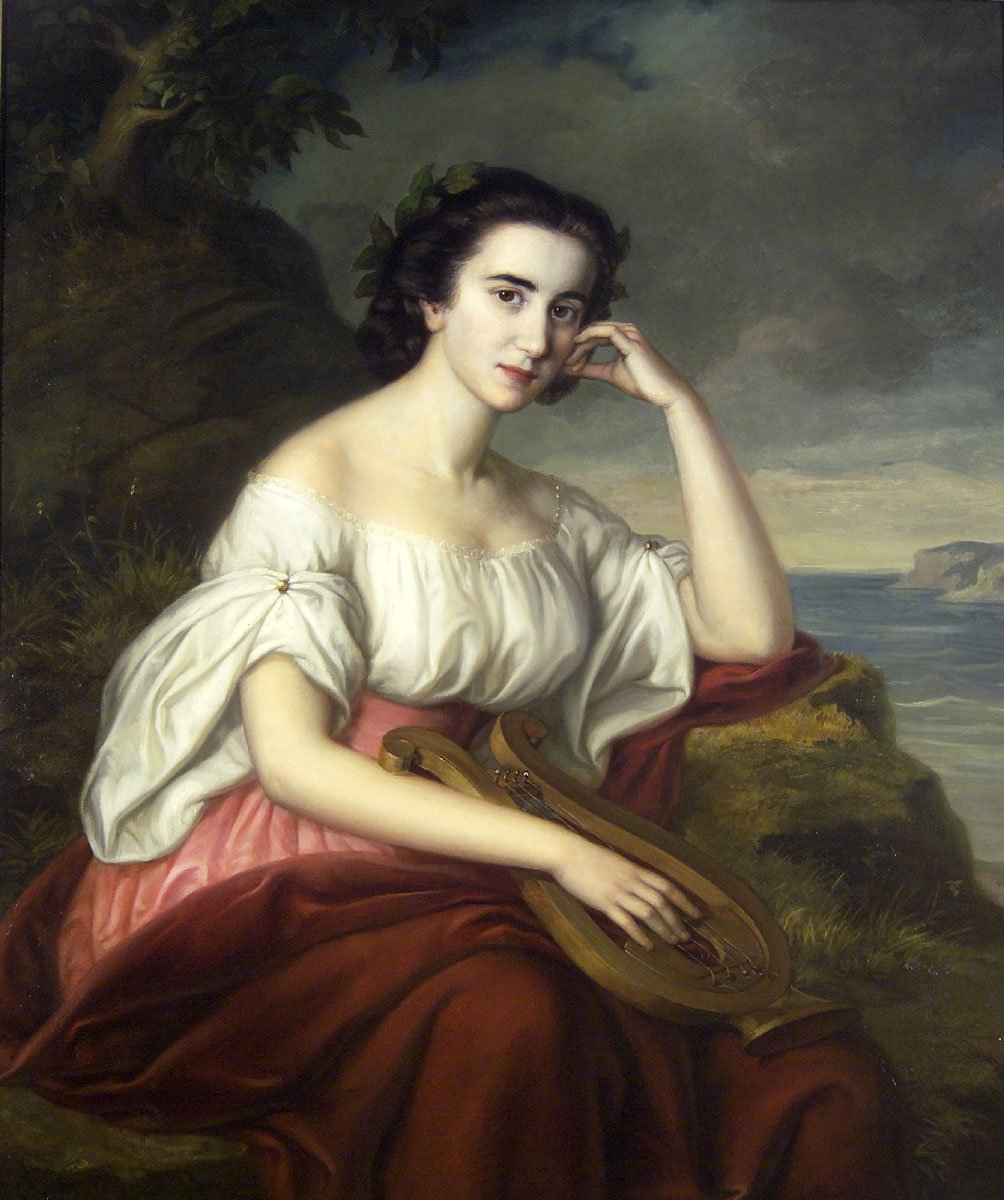
Sapfó